# Eleições legislativas nas Bahamas (2007)
As eleições legislativas de 2007 nas Bahamas têm lugar no dia 2 de Maio de 2007.
O parlamento das Bahamas é constituído por duas câmaras:
- O senado (câmara alta) é constituído por 16 membros, dos quais nove são indicados pelo primeiro-ministro, quatro são indicados pelo líder da oposição e os restantes três são indicados pelo primeiro-ministro depois de reunir com o líder da oposição.
- A "House of Assembly" (câmara baixa) é constituída por 41 deputados, eleitos para mandatos de cinco anos, por sufrágio universal.

Aquele país insular de setecentas ilhas conta com 21 distritos eleitorais.
Estão recenseados cerca de 148.055 eleitores num país com 303.770 habitantes.

## Partidos
A assembleia que agora se dissolve tem 40 elementos e é constituída por 29 deputados do Progressive Liberal Party, 7 deputados do Free National Movement e 4 deputados independentes.
O actual primeiro-ministro, Perry Christie, procura um segundo mandato à frente do Progressive Liberal Party.
Os partidos qua concorrem a estas eleições são:
- Progressive Liberal Party (PLP, que se apresenta como partido governamental)
- Free National Movement (FNM)
- Bahamas Democratic Movement
- Coalition for Democratic Reform
- Vanguard Party

## Resultados
Em consonância com o que é habitual neste país, a afluência às urnas foi muito elevada, cifrando-se acima dos 90%.
A vitória destas eleições ficou a cargo do principal partido da oposição, o Free National Movement (FNM), o qual será convidado a formar governo, devendo o antigo primeiro-ministro, Hubert Ingraham (1992-2002), retomar o cargo.
Os lugares do Parlamento das Bahamas ficaram distribuídos da seguinte forma:
| Partido                         | Líder           | Lugares |
| ------------------------------- | --------------- | ------- |
| Free National Movement (FNM)    | Hubert Ingraham | 23      |
| Progressive Liberal Party (PLP) | Perry Christie  | 18      |
| Total                           |                 | 41      |